# Châteauneuf-le-Rouge
Châteauneuf-le-Rouge este o comună franceză situată în departamentul Bouches-du-Rhône, în regiunea Provence-Alpes-Côte d'Azur.

## Geografie
Châteauneuf-le-Rouge este situată, în linie dreaptă, la aproximativ 11 kilometri de Aix-en-Provence, 27 kilometri de Marsilia, 25 kilometri de Saint-Maximin-la-Sainte-Baume (în departamentul Var) și 140 kilometri de Nisa.

### Comune limitrofe
| Beaurecueil | Saint-Antonin-sur-Bayon |         |
| Meyreuil    |                         | Rousset |
|             | Fuveau                  |         |

### Căi de comunicație și transport

#### Rețeaua rutieră
Autostrada A8 permite accesul direct la comună prin ieșirea 32, venind dinspre Aix-en-Provence. Principala arteră rutieră este Route nationale 7 (RN 7), care duce spre Saint-Maximin-la-Sainte-Baume la est și spre Aix-en-Provence la vest.

### Geologie
Suprafața comunei este de 1 305 hectare, cu o altitudine medie de 230 de metri. Două bariere naturale, platoul Cengle și râul Arc, delimitează un teritoriu de formă rectangulară, cu dimensiuni de 6 km pe 2,5 km.

### Climă
În 2010, clima comunei a fost clasificată ca tipic mediteraneană, conform unui studiu realizat de CNRS, bazat pe o serie de date care acoperă perioada 1971-2000. În 2020, Météo-France a publicat o tipologie a climei din Franța metropolitană, conform căreia comuna se află într-o zonă cu climat mediteranean, în regiunea climatică Provence, Languedoc-Roussillon. Aceasta este caracterizată de precipitații reduse vara, o foarte bună expunere la soare (2.600 ore/an), veri calde (21,5 °C), un aer foarte uscat vara și sec în toate anotimpurile, vânturi puternice (cu o frecvență de 40-50 % a vânturilor > 5 m/s) și puține cețuri.
Pentru perioada 1971-2000, temperatura medie anuală este de 13,7 °C, cu o amplitudine termică anuală de 16,5 °C. Cantitatea medie anuală de precipitații este de 667 mm, cu 5,2 zile de precipitații în ianuarie și 2 zile în iulie. Pentru perioada 1991-2020, temperatura medie anuală observată la stația meteorologică situată în comuna Vauvenargues la 8 km distanță în linie dreaptă, este de 12,6 °C, iar cantitatea medie anuală de precipitații este de 738,1 mm.
Pentru viitor, parametrii climatici estimati pentru comună pentru anul 2050, conform diferitelor scenarii de emisii de gaze cu efect de seră, pot fi consultati pe un site dedicat publicat de Météo-France în noiembrie 2022.

## Urbanism

### Tipologie
La 1 ianuarie 2024, Châteauneuf-le-Rouge este clasificată drept comună rurală cu habitat dispersat, conform noii grile comunale de densitate cu 7 niveluri, definită de INSEE (Institutul Național de Statistică și Studii Economice) în 2022. Ea face parte din unitatea urbană Marsilia-Aix-en-Provence, o aglomerație interdepartamentală, în cadrul căreia este o comună de periferie. De asemenea, comuna aparține de zona metropolitană a Marsiliei - Aix-en-Provence, din care face parte ca o comună din coroană. Această arie, care include 115 comune, este clasificată în categoria ariilor cu 700.000 de locuitori sau mai mulți (cu excepția Parisului).

### Utilizarea terenurilor
Ocupația solurilor din comună, așa cum reiese din baza de date europeană privind ocupația biofizică a solurilor Corine Land Cover (CLC), este marcată de importanța pădurilor și a mediilor seminaturale (55,2 % în 2018), în scădere față de 1990 (60,1 %). Repartizarea detaliată în 2018 este următoarea: păduri (31,7 %), zone agricole eterogene (26 %), medii cu vegetație arbustivă și/sau ierboasă (23,5 %), zone urbanizate (9,7 %), culturi permanente (4,3 %), terenuri arabile (3,5 %), zone industriale sau comerciale și rețele de comunicații (1,3 %). Evoluția ocupării terenurilor în comună și a infrastructurilor sale poate fi observată pe diferitele reprezentări cartografice ale teritoriului: harta Cassini (secolul XVIII), harta de stat-major (1820-1866) și hărțile sau fotografiile aeriene ale IGN pentru perioada actuală (1950 până în prezent).

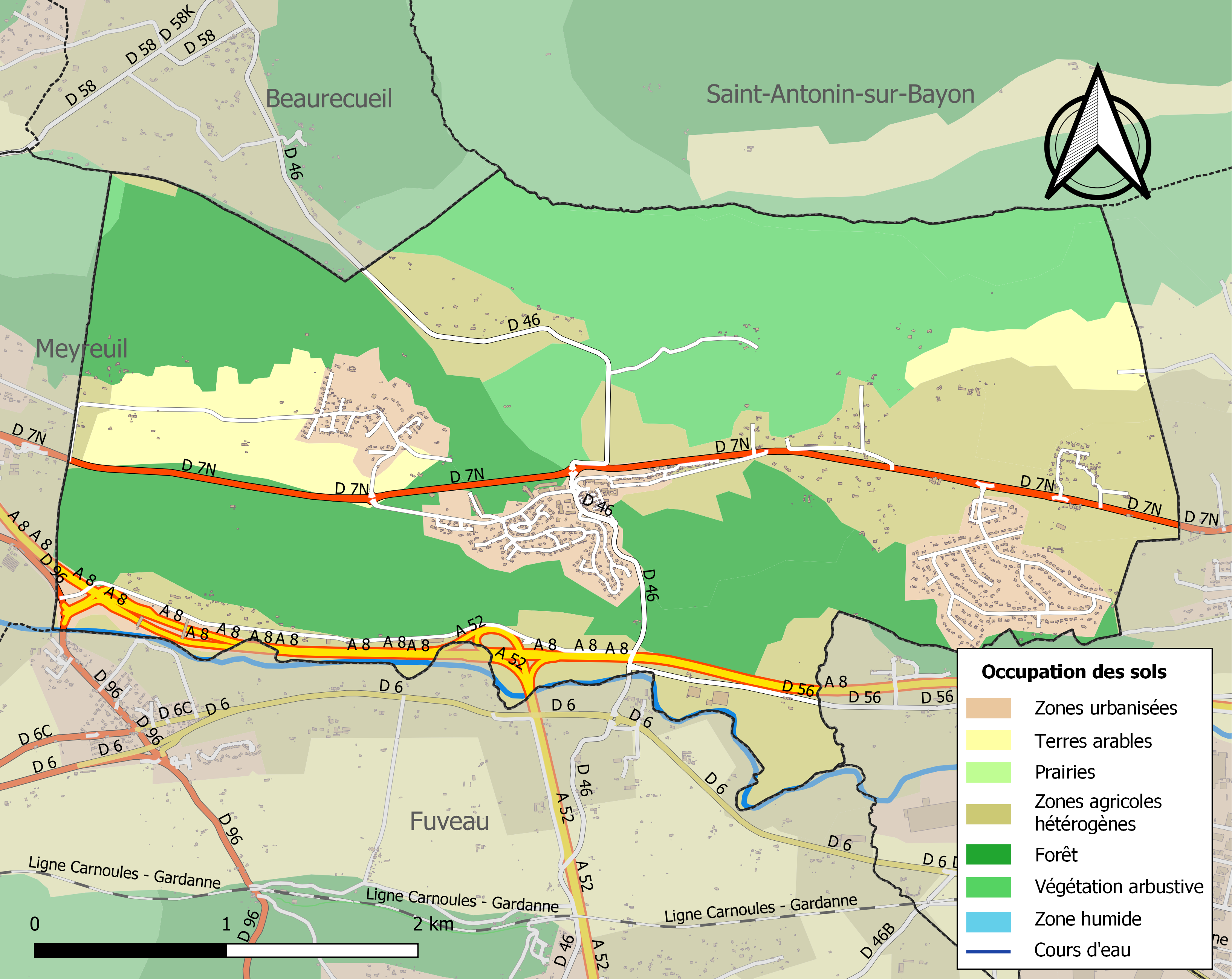
Harta infrastructurii și utilizării terenului a comunei în 2018 (CLC).

## Istorie
Primele mențiuni scrise ale satului datează din secolul al XII-lea și fac referire la o capelă Sainte-Marie, aflată în posesia abației Saint-Victor din Marsilia. Châteauneuf a primit numele de Châteauneuf-le-Rouge în jurul anului 1585, cel mai probabil datorită culorii roșii a solului său. În jurul anului 1778, denumirea oficială Châteauneuf-le-Rouge a devenit numele uzual al satului.
În 1358, mercenarii lui Arnaud de Cervole, supranumit Arhiepiscopul, devastează teritoriul și distrug castelul. Distrugerile sunt atât de mari încât satul este complet abandonat, iar parohia este desființată. Urmele acestor distrugeri erau încă vizibile în anii 1420.
Senioria a aparținut familiilor Arnaud și Rodulfi în secolul al XV-lea, apoi familiilor Riqueti și Gérenton în secolul al XVII-lea. În 1723, regele a ridicat parohia Châteauneuf-le-Rouge la rang de marchizat în favoarea familiei Montaigu.
În 1986, consiliul municipal din Châteauneuf-le-Rouge a decis să achiziționeze castelul și 13,5 hectare de terenuri adiacente.
La 26 octombrie 1993, primarul Fernand Boulan a fost împușcat într-un atentat la Cairo.

## Populația și societatea

### Date demografice
Evoluția numărului de locuitori este cunoscută prin recensămintele populației efectuate în comuna respectivă începând din 1793. Pentru comunele cu mai puțin de 10 000 de locuitori, un recensământ al întregii populații este realizat la fiecare cinci ani, populațiile legale pentru anii intermediari fiind estimate prin interpolare sau extrapolare. Pentru comuna respectivă, primul recensământ exhaustiv în cadrul noului dispozitiv a fost realizat în 2004.
În 2022, comuna număra 2 331 locuitori, în creștere cu +7,82 % față de 2016 (Bouches-du-Rhône: +2,48 %, Franța fără Mayotte: +2,11 %).
| An        | 1793 | 1821 | 1841 | 1856 | 1876 | 1886 | 1901 | 1921 | 1936 | 1962 | 1982  | 2006  | 2014  | 2022  |
| --------- | ---- | ---- | ---- | ---- | ---- | ---- | ---- | ---- | ---- | ---- | ----- | ----- | ----- | ----- |
| Populație | 367  | 367  | 380  | 382  | 289  | 158  | 127  | 113  | 114  | 113  | 1 071 | 2 053 | 2 171 | 2 331 |

## Cultura locală și patrimoniul

### Locuri și monumente
- Castelul (Primăria)
- Monumentul eroilor
- Sculptura Fecioarei Maria (bronz, situată în fața primăriei)
- Bornă de hotar romană între ținutul Arles și ținutul Aix
- Biserica Saint-Antoine